# Ummenhausen
Ummenhausen ist ein Ortsteil des Marktes Dießen am Ammersee im oberbayerischen Landkreis Landsberg am Lech. 

## Geografie
Die Einöde Ummenhausen liegt circa einen Kilometer nordwestlich von Dettenhofen.  

## Geschichte
Ummenhausen wird erstmals 1270 als Vmbenhusen erwähnt, der Ortsname stammt vermutlich von dem Personennamen Umbo.
Im Jahr 1752 wird ein Anwesen vermerkt, es gehörte dem Kloster Wessobrunn.